# Renate Schulzki
Renate Schulzki ist eine ehemalige deutsche Handballspielerin.

## Werdegang
Schulzki, die als Torhüterin für Bayer 04 Leverkusen spielte, war 1981 deutsche Handballspielerin des Jahres. Mit Leverkusen wurde sie mehrmals deutsche Meisterin und nahm am Europapokal der Landesmeister teil. In dem Wettbewerb erreichte sie mit Leverkusen 1983 das Halbfinale und 1984 die Endspiele.
Sie war 1978 Mitglied des bundesdeutschen Aufgebots für die Weltmeisterschaft. Schulzki kam in fünf WM-Spielen zum Einsatz und erreichte mit der BRD den achten Platz.